# ماساميشي نورو
ماساميشي نورو (باليابانية: 野 呂 昌 道) ولدفي 21 يناير 1935 في محافظة آوموري - وتوفي في 15 مارس 2013 (وله 78 سنة)). مؤسس الكينوميتشي كان تلميذا لسينسي موريهيه أويشيبا، مؤسس الأيكيدو.

## روابط خارجية
- Masamichi Noro ’s Dojo in Paris
- Fédération Française d'Aïkido, Aïkibudo et Affinitaires